# La otra raya del tigre
La otra raya del tigre es una novela del escritor colombiano Pedro Gómez Valderrama. Ambientada en la segunda mitad del siglo XIX, narra la vida de un colonizador y aventurero alemán, Geo von Lengerke, quien emigró al entonces Estado Soberano de Santander, en Colombia, buscando fortuna. Recrea de una manera un tanto barroca, las extravagancias del protagonista y sus compañeros alemanes, que vivieron cual señores feudales en medio de montañas selváticas poco exploradas.
Publicada por primera vez en 1977, es considerada por la crítica como un ejemplo de novela histórica. Como tal, es además un importante testimonio de las guerras civiles del siglo XIX. También se refiere a la historia de la quina, uno de los principales productos de exportación en la Colombia de la época. 

## Personajes
- Geo von Lengerke: inmigrante alemán. Llega a Santander huyendo de Europa; donde es buscado por asesinar a un hombre en un duelo.
- Ricardo Santacruz:
- Manuela Santacruz:
- Clemencia Santacruz:
- Adolfo de la Parra:
- Michelle Nodier:
- Padre Alameda:

## Adaptación
La novela fue adaptada como serie de televisión en 1993 por RCN Televisión. Esta fue protagonizada por el actor brasileño Guy Ecker como Geo von Lengerke y la actriz colombiana Danna García como Manuela Santacruz. En la actualidad es retransmitida por Señal Colombia.
- Datos: Q5967707